# Bracon wesmaelii
Bracon wesmaelii är en stekelart som beskrevs av Maximilian Spinola 1840. Bracon wesmaelii ingår i släktet Bracon och familjen bracksteklar. Inga underarter finns listade.